# Staro Selo (Vratsa)
Staro Selo es un pueblo en el noroeste de Bulgaria. Se encuentra en el municipio de Mezdra, provincia de Vratsa. Staro Selo está cerca del río Iskar, popular por sus posibilidades de pesca.

## Demografía
El número de habitantes a partir del verano de 2008 ascendía a menos de 200 debido a la emigración y sigue cayendo a medida que los jóvenes se mudan a pueblos cercanos como Mezdra, Vratsa o incluso más lejos. Muchas casas ya no están habitadas permanentemente, habiendo sido abandonadas o convertidas en casas de veraneo. En el censo de 2011, la población del pueblo de Staro Selo era 137. Étnicamente, la mayoría de los habitantes (100,0%) eran búlgaros. Se desconoce la etnia de la minoría de sus habitantes.

## Personalidades
- Vasil Vassilev (n. 1933), oficial y político búlgaro, coronel general.